# Gulkronad stare
Gulkronad stare (Ampeliceps coronatus) är en fågel i familjen starar inom ordningen tättingar.

## Utseende och läten
Gulkronad stare är en medelstor (19–21 cm) stare med kort och tvärt avskuren stjärt. Fjäderdräkten är svart med guldgul panna och hjässa, gul strupe och en bar orangegul fläck runt ögat. Den har även en gul handbasfläck. Honan har mindre gult på hjässan och strupen jämfört med hanen.

## Utbredning och systematik
Fågeln förekommer från nordöstra Indien till Myanmar, Thailand (inklusive norra Malackahalvön samt Indokina. Den placeras som enda art i släktet Ampeliceps och behandlas som monotypisk, det vill säga att den inte delas in i några underarter.

## Status och hot
Arten har ett stort utbredningsområde, men tros minska i antal, dock inte tillräckligt kraftigt för att den ska betraktas som hotad. Internationella naturvårdsunionen IUCN kategoriserar därför arten som livskraftig (LC).